# Archeologische site van Aigai
De Archeologische site van Aigai, is bekend geworden op 8 november 1977 toen de Griekse archeoloog Manolis Andronikos beweerde dat hij de ongeschonden tombe van koning Philippus II van Macedonië had gevonden in een grafheuvel vlak bij het dorp Vergina, Griekenland. Philippus II was de vader van Alexander III de Grote en regeerde van 359 v.Chr. tot 336 v.Chr.. Aigai was de eerste hoofdstad van de Macedoniërs; tevens de plaats waar hun koningen werden begraven.
De Archeologische site omvat o.a. de ruïnes een paleis, een theater en een begraafplaats met meer dan 500 grafheuvels van aanzienlijke rijkdom, waarvan sommige dateren uit de 11e eeuw voor Christus. Ten noordwesten van de oude stad bevindt zich de belangrijke groep graven uit de 6e en 5e eeuw voor Christus die toebehoorden aan leden van de Macedonische dynastie en hun hoven.
De begraafplaats strekt zich uit over meer dan 3 km. Sinds 1997 bevindt zich op de site een ondergronds museum, welke over de tombe van Philippus II gebouwd is. De site is in 1996 opgenomen in de Werelderfgoedlijst.

## Paleis
De Franse archeoloog en avonturier Leon Heuzey deed reeds in 1855 onderzoek in Macedonië en zijn publicatie Mission archéologique de Macédoine, (Paris, Librairie Firmin Didot, 1876) werd niet onderkend. In 1861 werden onder zijn leiding opgravingen verricht in de buurt van Palatitsa, waarin het woord 'paleis' te herkennen was. Daar vonden zij delen van een groot gebouw, dat gedeeltelijk verwoest was door brand. Dit kon een van de paleizen van Antigonos III Doson (263-221 v. Chr.) zijn. De opgravingen moesten echter worden gestaakt vanwege het risico op malaria.
In 1937 hervatte Konstantinos Rhomaios, Professor in de Archeologie aan de Faculteit der Letteren van de Aristoteles Universiteit van Thessaloniki de opgravingen. Hij vond het gebied rond Vergina geschikt om in het kader van praktijkonderwijs aan zijn studenten als opgravingsgebied te gebruiken. Onder zijn ijverige leerlingen  waren de  latere archeologen Ph. Petsas en Manolis Andronikos. Zij deden in Vergina hun eerste praktische ervaringen met opgravingen op. 
Er werden meer ruïnes van het oude paleis gevonden, maar de opgravingen werden stopgezet toen in 1940 de oorlog uitbrak. Na de oorlog werden de opgravingen hervat en in de jaren vijftig en zestig werd de rest van de koninklijke hoofdstad blootgelegd, inclusief het theater.
In 1949 werden de opgravingen uiteindelijk hervat door Manolis Andronikos. Hij voltooide de opgravingen van het paleis in 1970 en richtte toen zijn aandacht op de Grote Tumulus (Μεγάλη Τούμπα) waarvan hij overtuigd was dat het een grafheuvel was die de graven van de Macedonische koningen kon verbergen.

### Belang van het paleis
Het belangrijkste gebouw dat is ontdekt is het monumentale paleis. Gelegen op een plateau direct onder de Akropolis is dit gebouw van twee of misschien drie verdiepingen gecentreerd op een grote open binnenplaats geflankeerd door Dorische zuilengalerijen. Aan de noordkant was een grote galerij die het toneel van het aangrenzende theater en de hele Macedonische vlakte beheerste. Het paleis was met zijn 65.000 vierkante meter drie maal zo groot als het Parthenon in Athene.
Het was weelderig versierd, met mozaïekvloeren, beschilderde gepleisterde muren en fijne reliëftegels. Opgravingen hebben de bouw van het paleis gedateerd op het bewind van Philippus II, ook al had hij ook een paleis in de hoofdstad Pella. Dit enorme gebouw was zichtbaar vanuit het hele Macedonische bekken; een opmerkelijk monument, een symbool van kracht en schoonheid. Dit unieke gebouw, volkomen revolutionair en avant-garde voor zijn tijd, werd voor Philippus ontworpen door een ingenieuze architect (waarschijnlijk Pytheos, bekend om zijn bijdrage aan de bouw van het Mausoleum van Halicarnassus en voor de ontwikkeling van stadsplanning en de theorie van verhoudingen) zou een archetype worden van alle basileia (koninkrijken), dat wil zeggen de paleizen in de Hellenistische wereld en daarbuiten. Het metselwerk en de architecturale onderdelen, allemaal kunstig verwerkt, waren bedekt met glanzend hoogwaardig marmerstucwerk dat op marmer lijkt en ons doet denken aan Vitruvius' beschrijving van het gips dat in het paleis van Mausolus werd gebruikt en dat straalde alsof het van glas was. Het theater, ook uit de tweede helft van de 4e eeuw voor Christus, vormt een integraal onderdeel van het paleis.
Het paleis wordt niet alleen beschouwd als het grootste, maar samen met het Parthenon ook als het belangrijkste gebouw van het klassieke Griekenland.

## Graf gevonden

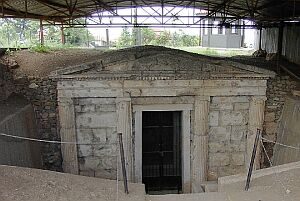
Graf van koning Philippus II van Macedonië, vader van Alexander de Grote

In de Grote Tumulus ontdekte Andronikos in 1977 vier graven, waarvan er twee ongeschonden waren. Andronikos identificeerde deze als het graf van Philippus II (Graf II), de vader van Alexander de Grote en Roxane(Graf III).
Hierin kwam onder meer een schedel naar boven waarvan de oogkas beschadigd was, volgens Andronikos het bewijs dat dit het graf was van koning Philippus II die zijn oog verloor toen hij daar getroffen werd door een pijl. De botten lagen in een schitterend gouden kistje (een zogeheten larnax), versierd met het symbool van de Macedonische zon (ten onrechte vaak Macedonische ster) genoemd. De ontdekking leek te bevestigen dat hier Aigai (Latijn: Aegae) had gelegen, de eerste hoofdstad van het Macedonische koninkrijk, waarvan eerder werd aangenomen dat het met de stad Edessa te identificeren was.
Alhoewel deze Schat van Vergina op zich van groot archeologisch belang is, en beschouwd moet worden als de belangrijkste ontdekking in Griekenland sinds de vondst van Mycene door Schliemann, werd de identificatie als de graftombe van Philippus II in eerste instantie door sommige geleerden betwist. Onderzoek, onder meer in Groot-Brittannië door J. Musgrave van de University of Bristol, heeft uitgewezen dat de botten daadwerkelijk van Philippos II zijn.
De zogenaamde Zon van Vergina is in de regio vaak op vlaggen te zien. Het symbool werd door Alexander de Grote in geheel zijn rijk gebruikt. Na het uiteenvallen van Joegoslavië koos de Voormalig Joegoslavische Republiek Macedonië dit symbool voor zijn nieuwe vlag, tot grote ergernis van buurland Griekenland. Het gebruik ervan door de Voormalig Joegoslavische Republiek Macedonië werd door de Griekenland gezien als een Slavische claim op de gelijknamige historische regio Macedonië en Grieks Macedonië. In 1995 kwam aan dit geschil een einde doordat de Voormalig Joegoslavische Republiek Macedonië, onder internationale druk, besloot een nieuwe vlag met een ander symbool te kiezen.

## Museum

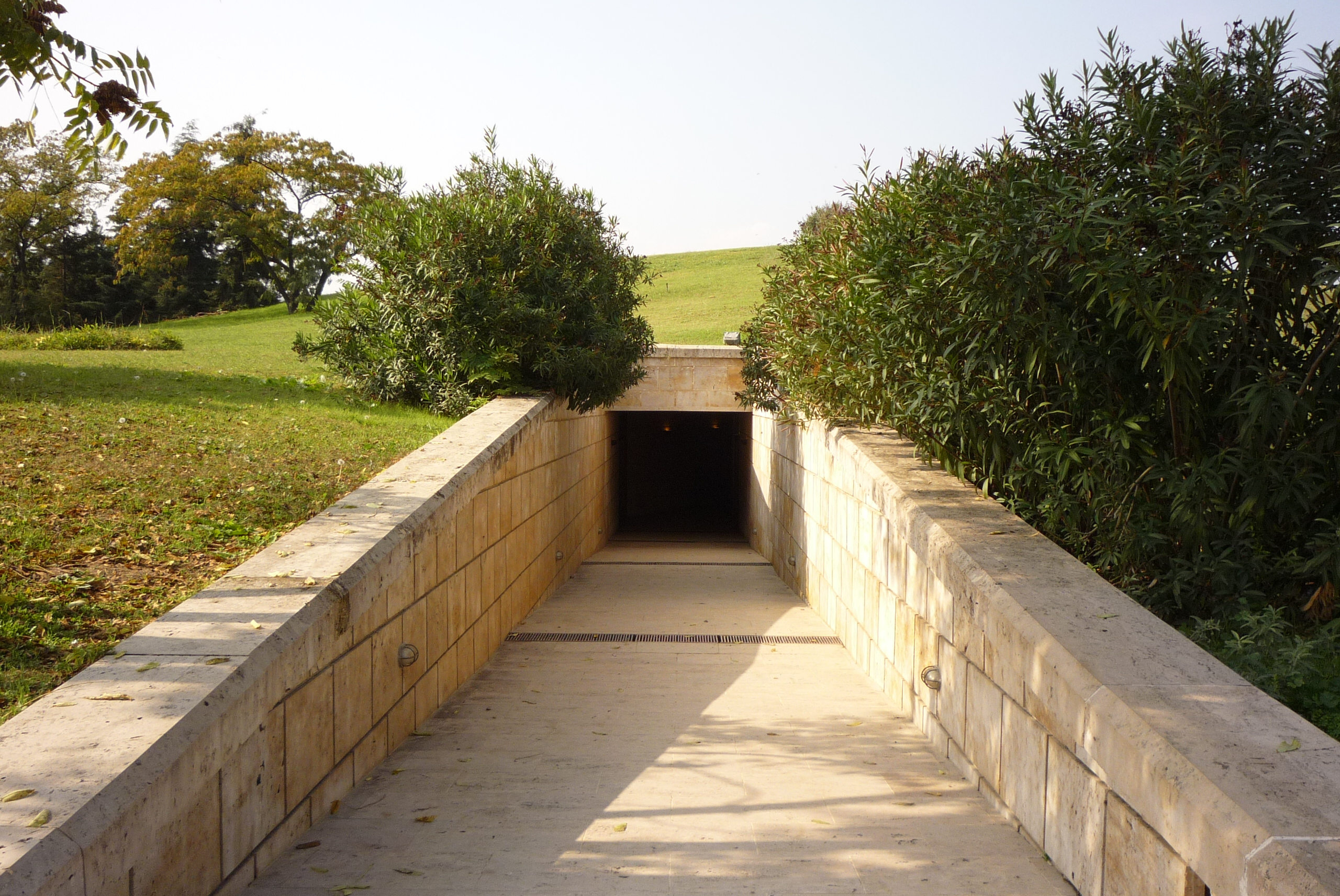
ingang van het museum in de grafheuvel van Philippus II

Het museum van de grafheuvel van Philippus II werd tussen 1993 en 1997 over de graven gebouwd, liet de graven in situ en toont de grafheuvel zoals hij was vóór de opgravingen. Binnen in het museum zijn er vier graven en een kleine tempel.
De collecties die in het museum zijn ondergebracht, zijn de grafgiften die zijn teruggevonden tijdens een reeks archeologische opgravingen die in 1861 begonnen en tot op de dag van vandaag voortduren.
De belangrijkste schatten van het museum komen uit de twee ongeschonden graven (II en III). 
De voorwerpen, die voor de ingebruikname van het museum waren tentoongesteld in het Archeologisch Museum van Thessaloniki, werden in 2000 naar dit museum overgebracht.
Topstukken:

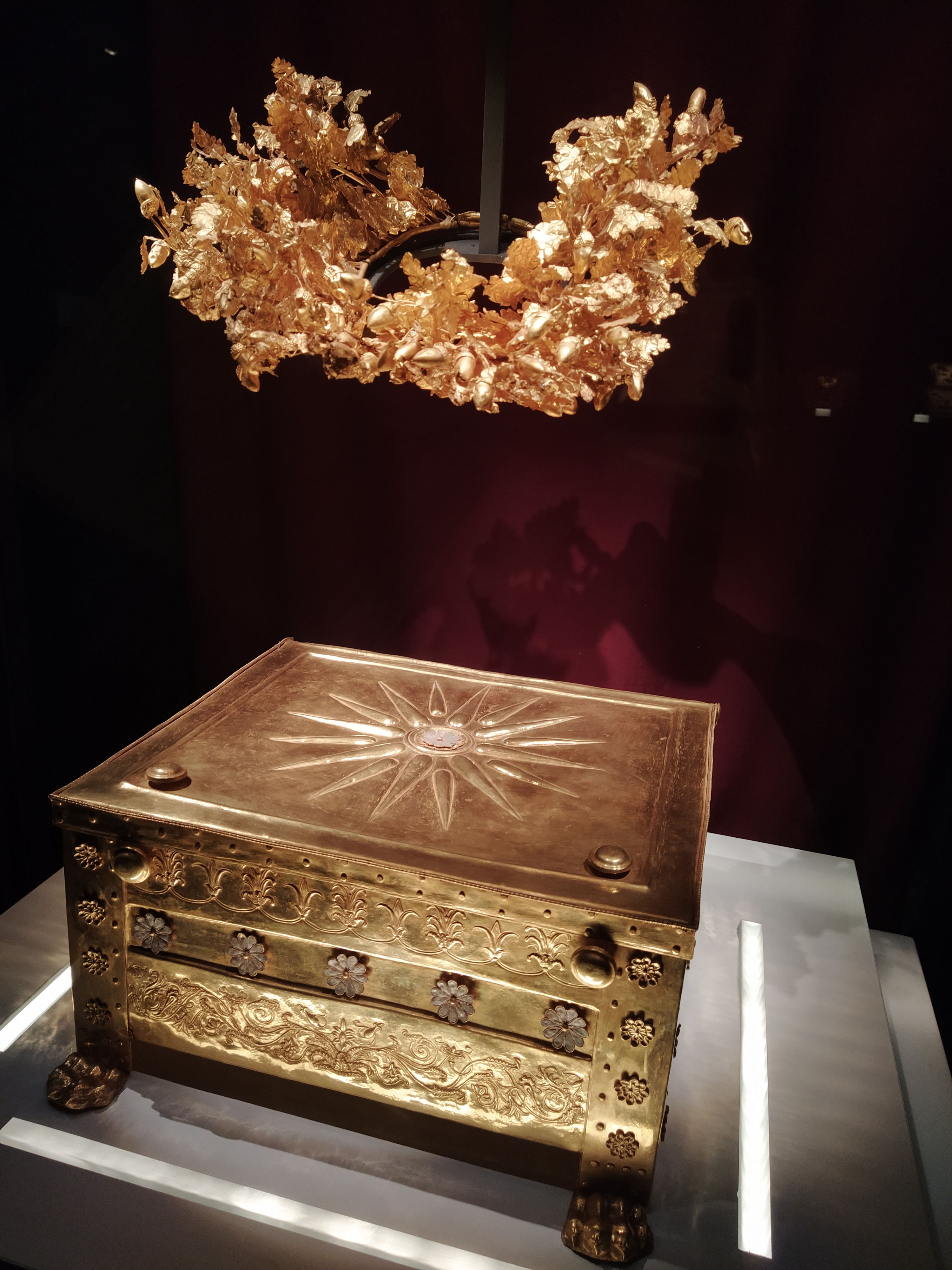
Larnax, waarin o.a. de beenderen van Philippus II zaten en de daarboven hangende krans
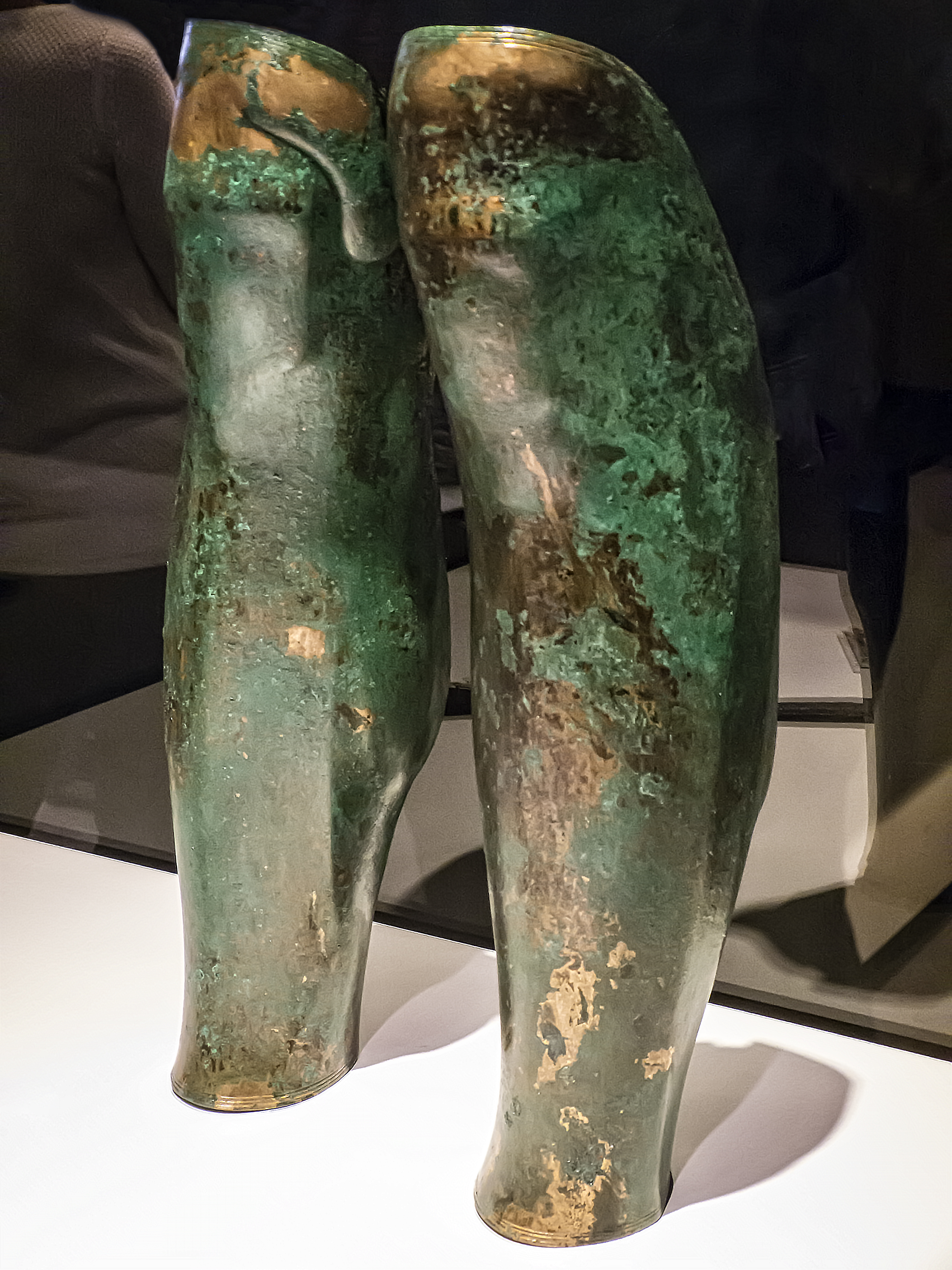
De scheenbeenstukken van Philippus II, die aangepast waren omdat een beenbreuk niet goed geheeld was
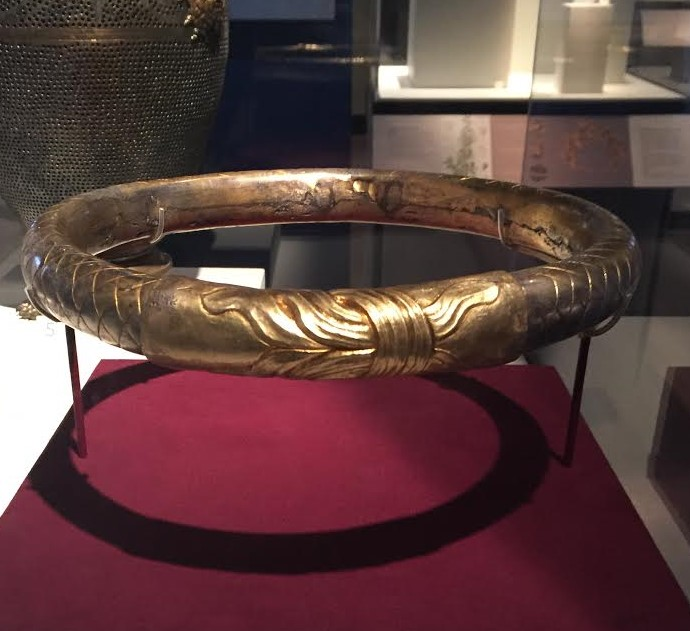
Diadeem van Philippus II van goud en zilver, waarin een Hercules-knoop is te zien
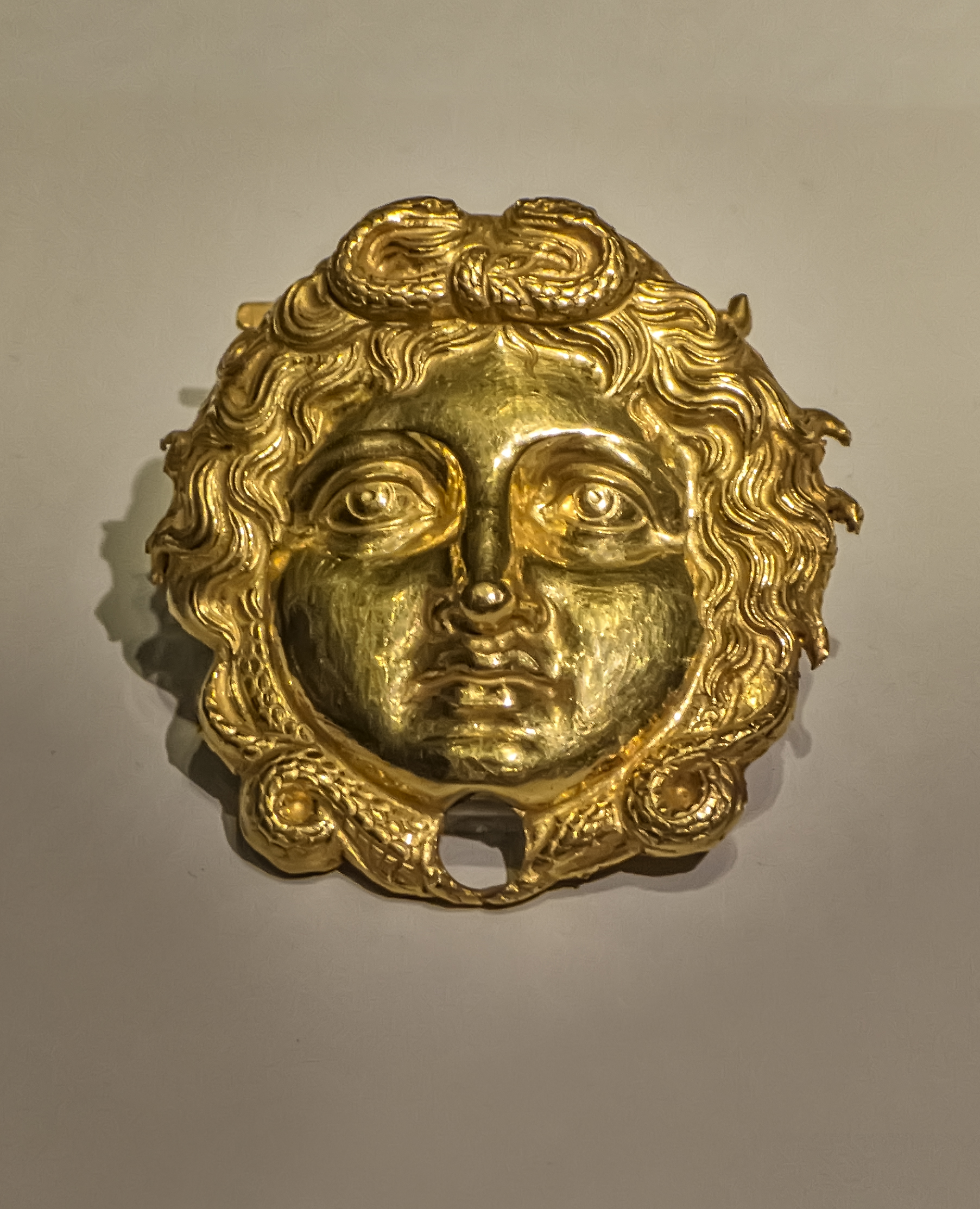
Gouden versiersel van de borstplaat van een harnas van Philippus II
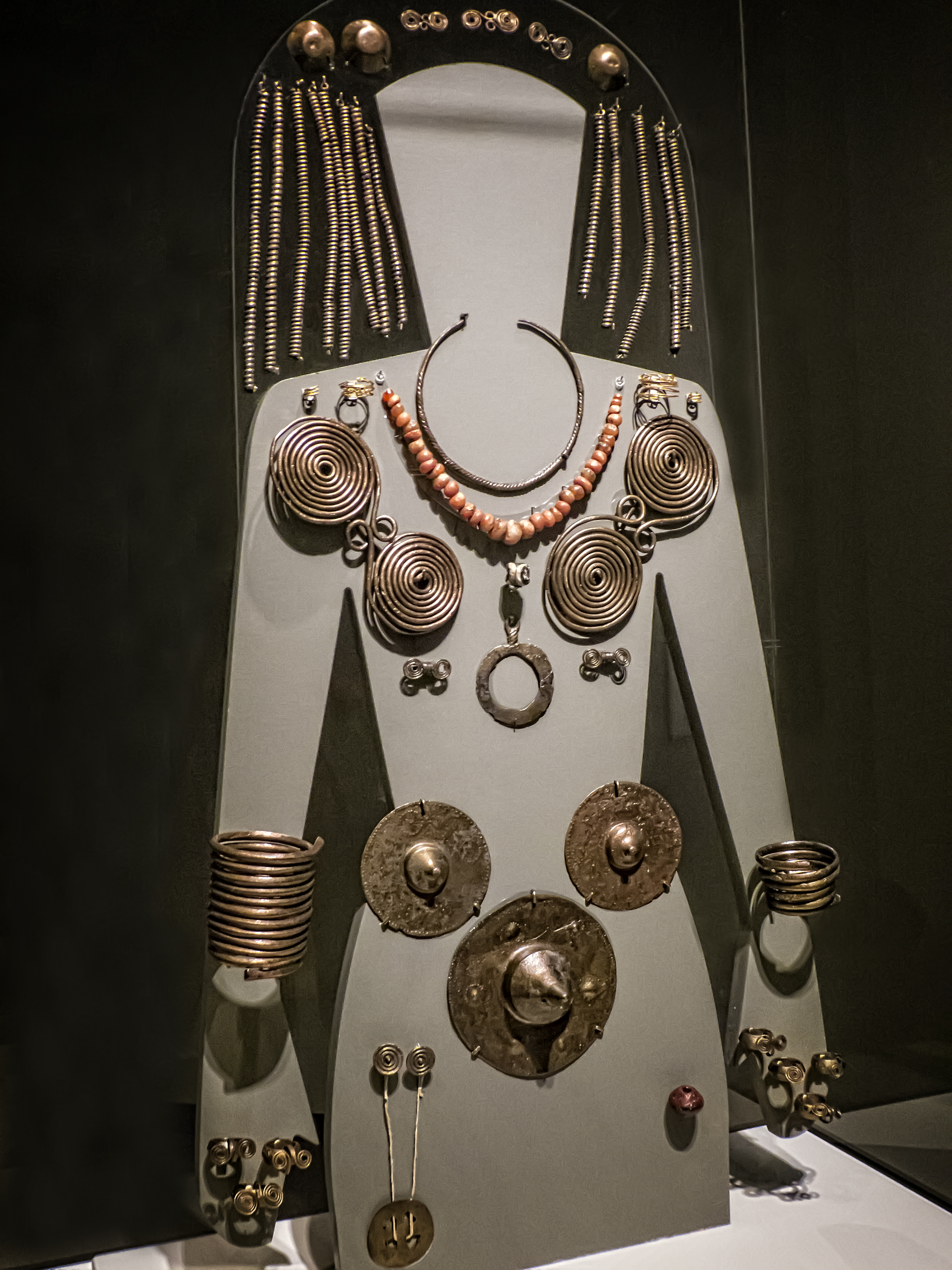
Grafgiften van een aristocratische vrouw
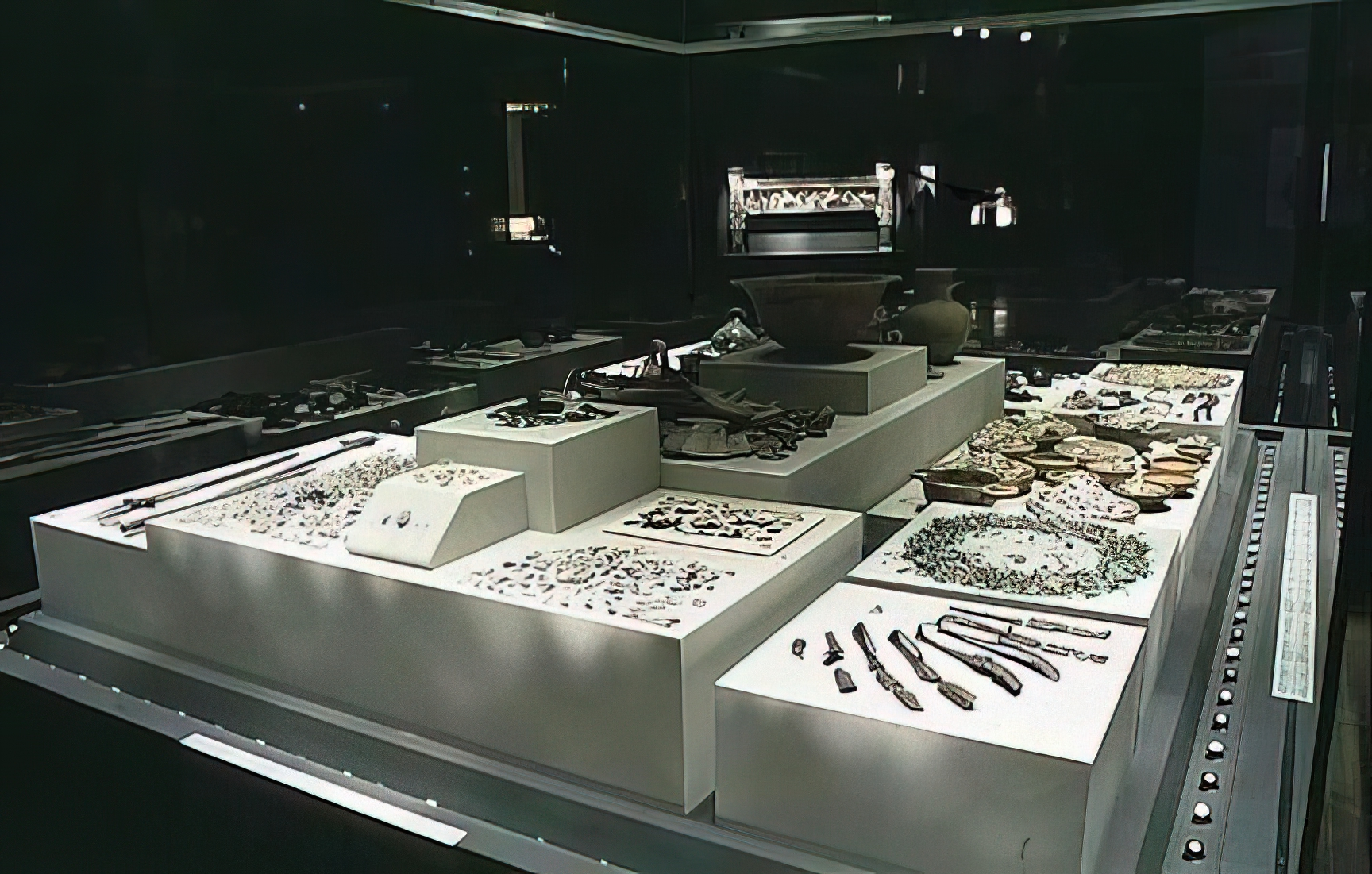
Vitrine met grafgiften

- Bibliothèque nationale de France: cb11956556b (data)
- Gemeinsame Normdatei: 4000839-3
- Virtual International Authority File: 237678237

Akropolis van Athene · Oude stad Corfu · Historisch centrum met klooster van de Heilige Johannes "de Theoloog" en grot van de Apocalyps op het eiland Patmós · Tempel van Apollon Epikourios · Athos · Delos · Delphi · Heiligdom van Asklepios in Epidaurus · Vroeg-christelijke en byzantijnse monumenten in Thessaloniki · Kloosters van Dafni, Osios Loukas en Nea Moni · Meteora · Middeleeuwse stad Rhodos · Archeologisch Mycene en Tiryns · Archeologisch Mystras · Archeologisch Olympia · Pythagoreion en Heraion van Samos · Archeologische site van Aigai · Archeologische site van Philippi